# Váté písky

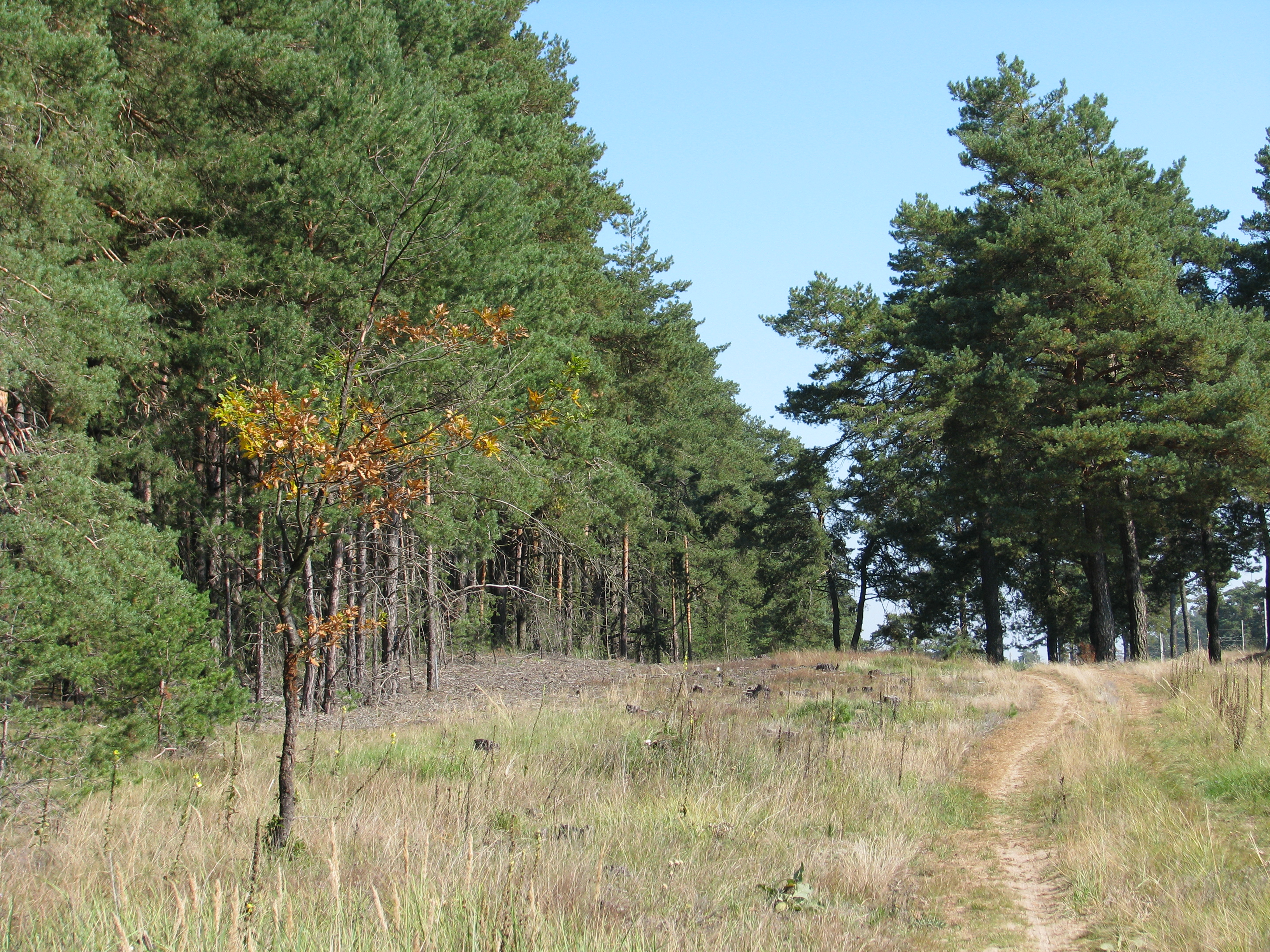
Váté písky u Bzence

Váté písky jsou eolické sedimenty vzniklé ze zvětralých mořských usazenin nebo z naplavenin vodních toků. Kumulují se na místech kde se mění síla větru.

## Vznik
Vznikly dlouhodobým působením větru mající na krajinu geomorfologický účinek, z povrchu byly odváty nejjemnější erodované volné částice půdy a zůstal jen křemenný písek s minimem příměsí jiných materiálů. Vlivem turbulence vzduchu jsou písčitá zrna důsledkem skokového přesouvání zaoblená a na povrchu matná a jemně dolíčkovaná. Vrstva toho materiálu, která může dosahovat tloušťky i několik desítek metrů, tvoří až 25 % povrchu současných pouští.

## Uspořádání
Váté písky mohou podle místních geologických podmínek a intenzity větrů vytvářet:
- Plošné pokryvy – terén je téměř plochý a nejsou patrné téměř žádné prohlubně nebo navýšeniny. Na povrchu se zpravidla nachází vytříděný písek se zrny o průměru 0,05 až 2 mm.
- Písečné přesypy (duny) – z terénu vystupují nízké vlnovité pahorky vytvořené z písku. Vyvýšeniny obsahují písek o průměru zrn hlavně 0,15 až 0,25 mm a ve sníženinách mezi nimi převládá písek dvou frakcí 0,05 až 0,15 mm a 0,25 až 2 mm.

## Výskyt

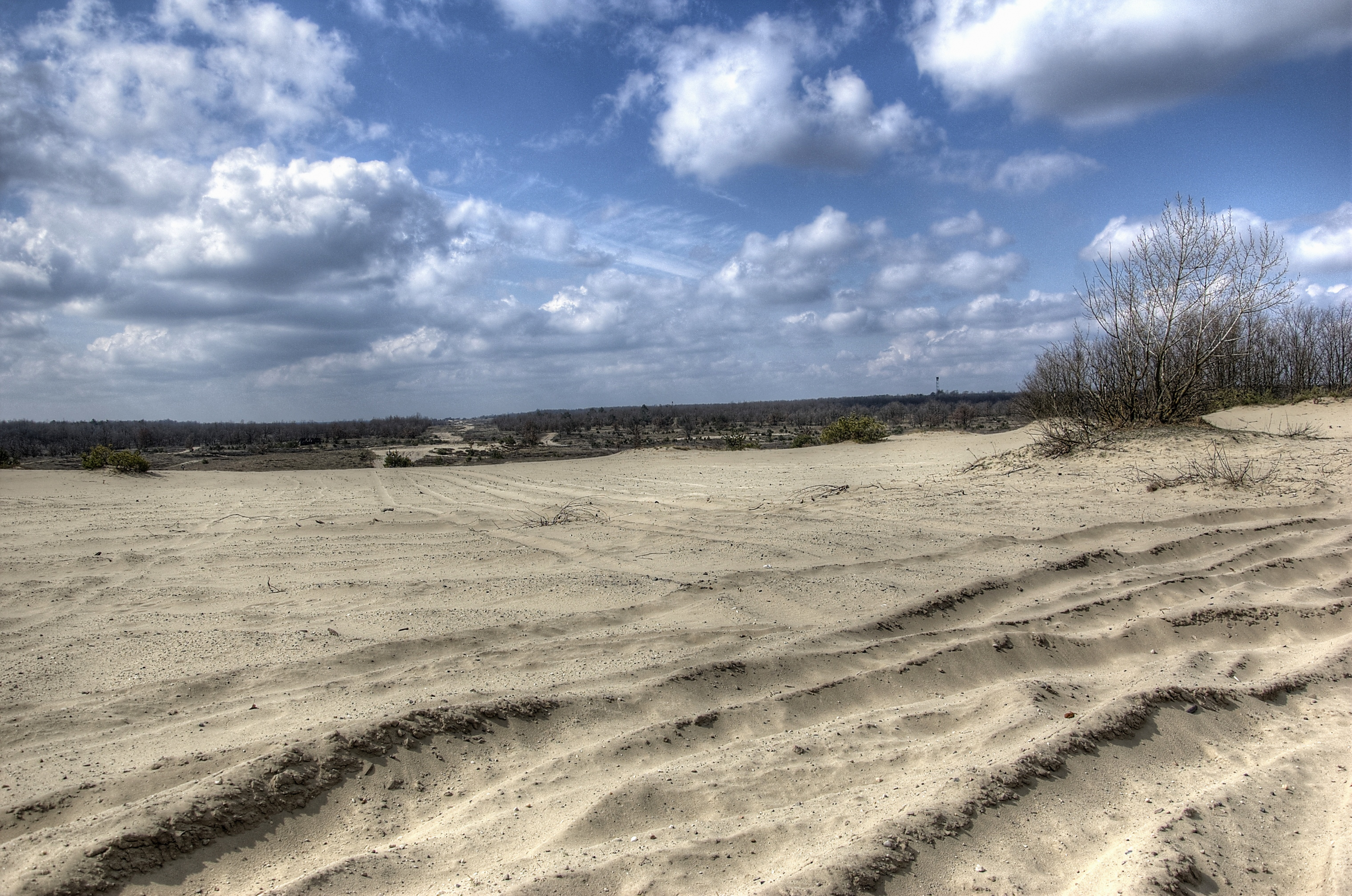
Váté písky na Záhoří

V České republice se váté písky ve větším rozsahu nacházejí jen v národní přírodní památce Váté písky nedaleko Bzence ( cca 100 ha). Na nedalekém Slovensku je nejrozsáhlejším územím s vátými písky Borská nížina na Záhoří a menší území se nacházejí ještě v Podunajské a Východoslovenské nížině.

## Odlišnosti
Oblasti s vátými písky přestavují specifické biotopy odlišné od přímořských písčitých stanovišť. Neslané písky jsou zde kysele až zásadité, chudobné na živiny a pro mohutnou vrstvu jsou mimo dosah spodní vody. Důležitým ekologickým faktorem je také možný pohyb pískových dun a trvalá přirozená větrná eroze. Tyto areály jsou v celé Evropě považované za jedny z nejohroženějších biotopů.

## Flora
Na vátých píscích obvykle rostou psamofyty, rostliny které se nelehkým přírodním podmínkám dovedly přizpůsobit, rostou na suchém, nejvýše vlhkém písku a bývají někdy přesouvaným pískem zaváty. V Česku to jsou např.:
borovice lesní, čekanka obecná, černýš luční, divizna brunátná, divizna jižní rakouská, dobromysl obecná, dub letní, hlaváč žlutavý, hrachor hlíznatý, huseníček rolní, huseník lysý, hvozdíček prorostlý, hvozdík Pontederův, chmerek roční, chrpa čekánek, chřest lékařský, jestřábník chlupáček, jetel rolní, jitrocel písečný, kavyl písečný, kavyl vláskovitý, kolenec Morisonův, kolenec pětimužný, kostřava pochvatá Dominova, kosatec písečný, kozí brada pochybná, kozinec sladkolistý, lnice kručinkolistá, lnice květel, máčka ladní, mák polní, mák vlčí, mateřídouška úzkolistá, milička menší, modřenec chocholatý, ostrožka stračka, ostřice časná, ostřice drobná, ostřice srstnatá, paličkovec šedavý, pavinec horský, pelyněk ladní, pryšec chvojka, pumpava obecná, radyk prutnatý, rmen rusínský, rozchodník velký, rozrazil klasnatý, řebříček panonský, řeřicha chlumní, silenka lepkavá, silenka nicí, silenka ušnice, smil písečný, srpek obecný, strdivka sedmihradská, svízel přítula, šalvěj hajní, šater latnatý, šedivka šedá, tolita lékařská, trávnička obecná, trnovník akát, třezalka tečkovaná, třtina křovištní, turan ostrý, užanka lékařská, violka rolní, vlaštovičník větší.
Na Slovensku ve stejných podmínkách ještě vyrůstají mj. tyto poměrně vzácné druhy rostlin: hvozdík pozdní, kamejník barvířský, koniklec jižní, ocún písečný, trýzelka šedá.

## Fauna
Se zvláštními přírodními podmínkami se sžilo i mnoho živočichů, mezi ty vzácnější patří:
dudek chocholatý, chroustek opýřený, ještěrka zelená, kudlanka nábožná, mravkolev běžný, pakudlanka jižní, pestrokřídlec podražcový, ploskoroh pestrý, skřivan lesní, stepník rudý, svižník polní, užovka hladká.